# Concentrotheca
Genre
Concentrotheca est un genre de coraux durs de la famille des Caryophylliidae.

## Liste d'espèces
| Selon World Register of Marine Species (27 juin 2015) : - Concentrotheca laevigata (Pourtalès, 1871) - Concentrotheca vaughani Cairns, 1991 | Selon ITIS (27 juin 2015) : - Concentrotheca laevigata (De Pourtalès, 1871) - Concentrotheca vaughani Cairns, 1991 |